# Peter Nilsson (Fußballspieler, 1958)
Peter Nilsson (* 8. August 1958 in Lycksele) ist ein ehemaliger schwedischer Fußballspieler.

## Laufbahn
Nilsson begann seine Karriere 1978 bei Östers IF, wo er dreimal schwedischer Meister wurde. Nach Ende der Spielzeit 1981 wechselte er zum FC Brügge, wo er bis 1984 77-mal in der Ersten Division aktiv war und sechs Tore erzielte. Anschließend kehrte er nach Schweden zurück und lief drei Spielzeiten für Kalmar FF auf. Seine Laufbahn beendete er 1991 beim Örebro SK.
Zwischen 1979 und 1984 bestritt Nilsson 35 Länderspiele für Schweden. Die Qualifikation für ein großes Turnier wurde verpasst.

## Erfolge
Östers IF
- Schwedischer Meister: 1978, 1980, 1981